# Dan Jenson
Dan Jenson (* 20. Juni 1975 in Brisbane) ist ein ehemaliger australischer Squashspieler und heutiger Squashtrainer.

## Karriere
Dan Jenson war von 1993 bis 2008 auf der PSA World Tour aktiv und gewann in dieser Zeit zwölf Titel. Zu seinen größten Erfolgen zählen die Bronzemedaille 2006 im Doppel mit David Palmer bei den Commonwealth Games sowie der Weltmeistertitel im Mixed im Jahr 1997 mit Liz Irving. Im Doppel-Wettbewerb wurde er jeweils 1997 mit Craig Rowland und 2006 mit Joseph Kneipp Vizeweltmeister. Dan Jenson erreichte im Januar 1999 mit Rang fünf seine beste Platzierung in der Weltrangliste. Er spielte mehrfach für die australische Nationalmannschaft, darunter 1999, gehörte bei den Titelgewinnen 2001 und 2003 aber nicht zur Mannschaft. 2004 und 2006 wurde er australischer Meister.
Nach seiner Spielerkarriere arbeitete er von 2007 bis 2011 als Trainer in der Aspire Academy in Katar, ehe er Cheftrainer in einem Squashclub in Briarcliff Manor, New York, wurde. Im März 2016 wurde er für den Trainerstab der australischen Nationalmannschaft verpflichtet.

## Erfolge
- Vizeweltmeister im Doppel: 1997 (mit Craig Rowland), 2006 (mit Joseph Kneipp)
- Weltmeister im Mixed: 1997 (mit Liz Irving)
- Gewonnene PSA-Titel: 12
- Commonwealth Games: 1 × Bronze (Doppel 2006)
- Australischer Meister: 2004, 2006